# Nicole de Savigny
Nicole de Savigny (Of, Lotaringia, 1535. – 1590. március 4.) II. Henrik francia király szeretője.
Apja, Guillome de Savigny, Sailly ura korán férjhez adta Jean de Ville-hez, Saint-Rémi bárójához, Fontette urához. Két gyermekük született, André és Élisabeth, aki később apáca lett.
Nicole 17 évesen megözvegyült. Ezután a királyi udvarba került, ahol 1556-tól II. Henrik szeretője lett. A király nem sokkal korábban szakított előző kegyencnőjével, a szépséges Diane de Poitiers-val. A viszonyból 1557-ben fiúgyermek született, Henri de Saint-Rémi, akit a király soha nem ismert el törvényes fiának. Henri születése után a király visszahívta Diane de Poitiers-t, a kegyvesztett Nicole pedig visszavonult fontette-i birtokára. Később titokban férjhez ment Besançon címzetes érsekéhez, Claude de La Baume-Montrevelhez. A frigyet  1565. december 20-án érvénytelenítette a Rota Romana Bíróság Rómában.
Nicole 1590. március 4-én halt meg.